# 高木啓士郎
高木 啓士郎（たかき けいしろう、2001年9月3日 - ）は、日本の男子バレーボール選手である。

## 来歴
広島県広島市出身。母と姉の影響で小学1年生からバレーボールを始めた。しかし、入学当初は野球が好きだった。入部希望者多数で野球部に入部出来なかったためバレーボールを始め、次第にバレーボールに熱中していった。中学1年生のときにリベロに転向した。
2017年、広島の強豪である崇徳高等学校に進学し、1年時から出場機会を得た。1学年修了後、ユース日本代表(U-18)の合宿に召集された。3年時の2019年、第16回U19世界選手権に出場。
2020年、東海大学に進学。3年時の2022年、関東大学春季リーグと東日本大学選手権大会（東日本インカレ）で優勝。また、同年度より活躍が顕著となり、大学リーグなどでサーブレシーブ賞とリベロ賞を多く受賞するようになる。2023年には、ユニバーシアード日本代表としてFIFUワールドユニバーシティーゲームズに出場した。
2023-24シーズン、V.LEAGUE DIVISION1 MEN（V1男子）に所属するJTサンダーズ広島の内定選手となった。内定選手としてV1男子の試合に出場し、Vリーグデビューを果たした。
2025年、日本代表に初選出された。また、ワールドユニバーシティゲームズ日本代表に選出された。

## 球歴
- 日本代表 （2025年-）
- ユニバーシアード日本代表
  - ユニバーシアード - 2023年、2025年
- ユース日本代表
  - U19世界選手権 - 2019年

## 所属チーム
- 崇徳高等学校（2017-2020年）
- 東海大学（2020-2024年）
- 広島サンダーズ（2024年-）

## 受賞歴
- 2022年 - 関東大学春季リーグ サーブレシーブ賞、リベロ賞
- 2022年 - 東日本大学選手権大会 リベロ賞
- 2022年 - 関東大学秋季リーグ サーブレシーブ賞、リベロ賞
- 2023年 - 関東大学春季リーグ リベロ賞
- 2023年 - 関東大学秋季リーグ リベロ賞